# VreedenHoff (Vecht)
Vreedenhoff is een buitenplaats langs de rivier de Vecht in het Nederlandse dorp Nieuwersluis.
Tot de buitenplaats behoren vandaag de dag in monumentaal opzicht onder meer het hoofdgebouw, de tuin- en parkaanleg, een toegangshek en een tuinkoepel. Het hoofdgebouw en het toegangshek dateren uit omstreeks 1750. In deze periode werd het landhuis van Andries Pels in opdracht van de nieuwe eigenaar Pieter Trip compleet vervangen door een groots bouwwerk, vermoedelijk naar ontwerp van de architect Jean Coulon, en ontstond het huidige hoofdgebouw. Nadien zijn er nog aanpassingen aan gedaan. Het hekwerk is vervaardigd door de Amsterdamse meestersmid Gijsbert van Dijk. De tuinkoepel stamt uit 1776.

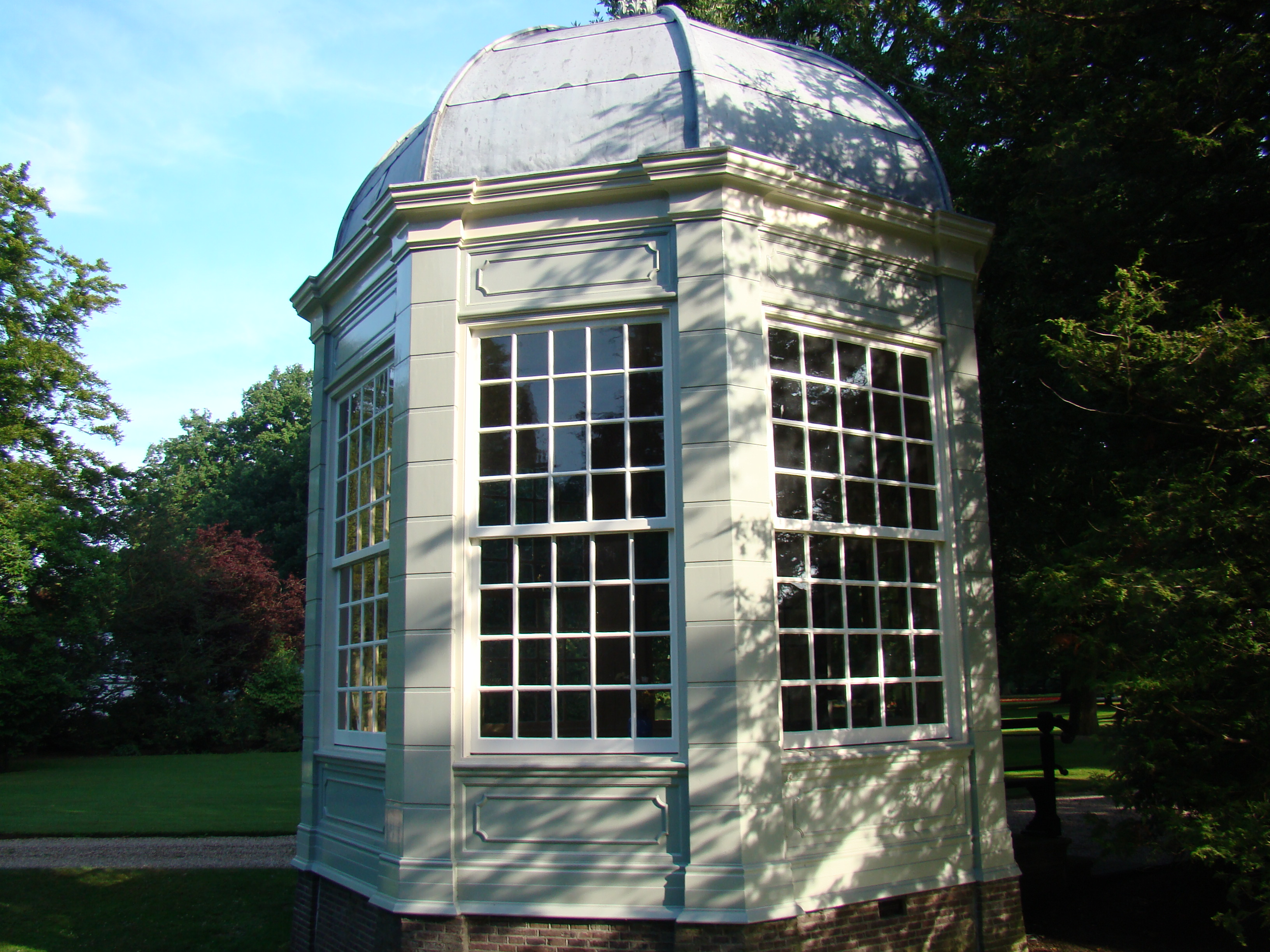
Tuinkoepel